# Сен-Жюст (Шер)
Сен-Жюст (фр. Saint-Just) — коммуна во Франции, находится в регионе Центр. Департамент — Шер. Входит в состав кантона Леве. Округ коммуны — Бурж.
Код INSEE коммуны — 18218.

## География
Коммуна расположена приблизительно в 210 км к югу от Парижа, в 115 км юго-восточнее Орлеана, в 14 км к юго-востоку от Буржа.
По территории коммуны проходит канал Берри и протекает небольшая река Орон.

## Население
Население коммуны на 2008 год составляло 591 человек.
| 1962 | 1968 | 1975 | 1982 | 1990 | 1999 | 2008 |
| ---- | ---- | ---- | ---- | ---- | ---- | ---- |
| 510  | 522  | 534  | 558  | 589  | 558  | 591  |

## Экономика
В 2007 году среди 404 человек в трудоспособном возрасте (15-64 лет) 297 были экономически активными, 107 — неактивными (показатель активности — 73,5 %, в 1999 году было 75,8 %). Из 297 активных работали 270 человек (147 мужчин и 123 женщины), безработных было 27 (9 мужчин и 18 женщин). Среди 107 неактивных 30 человек были учениками или студентами, 40 — пенсионерами, 37 были неактивными по другим причинам.

## Достопримечательности
- Церковь Сен-Жюст (XII век)
- Замок Буавер (XVII век)
- Замок Шамбон (XIV век)
- Руины римского акведука